# نیو فرانکلین (اوهایو)
نیو فرانکلین(به انگلیسی: New Franklin) شهری در ایالت اوهایو کشور ایالات متحده آمریکا است که جمعیت آن در سرشماری سال ۲۰۱۰ میلادی، ۱۴٬۲۲۷ نفر بوده‌است.